# Michael Böwer
Michael Böwer (* 20. April 1972 in Rinteln) ist ein deutscher Sozialpädagoge und Hochschullehrer.

## Leben
Böwer studierte nach einer Berufsausbildung zum Verwaltungsfachangestellten, Fachoberschulabschluss und Zivildienst ab dem Wintersemester 1995/1996 an der Fachhochschule Hildesheim/Holzminden (heute Hochschule Hildesheim/Holzminden/Göttingen) Sozialarbeit und Sozialpädagogik und schloss 2000 sein Studium als staatl. anerkannter Diplom-Sozialarbeiter/Diplom-Sozialpädagoge ab. Parallel zum Ankennungsjahr in einer Einrichtung für Menschen mit Behinderungen studierte er Sozial- und Organisationspädagogik an der Universität Hildesheim, das er als Diplompädagoge im Sommersemester 2003 abschloss. Parallel und bis 2010 war er als Sozialpädagoge bei der Caritas Erziehungshilfe Bremen gGmbH tätig und war Lehrbeauftragter am Fachbereich Sozialwesen der Hochschule Bremen. Als Stipendiat der Hans-Böckler-Stiftung promovierte Böwer in 2011 am Fachbereich I Erziehungs- und Sozialwissenschaften der Universität Hildesheim mit einer empirischen Arbeit zur Praxis des Kinderschutzes in deutschen Jugendämtern und war bis Februar 2024 als Professor für Theorien und Konzepte der Sozialen Arbeit mit dem Schwerpunkt Kinder- und Jugendhilfe/erzieherische Hilfen an der Katholischen Hochschule Nordrhein-Westfalen, Abteilung Paderborn, tätig.
Vom Wintersemester 2016/2017 bis Sommersemester 2020 war er Dekan des Fachbereichs Sozialwesen und als solcher Mitglied des Akademischen Senats an der Katholischen Hochschule Nordrhein-Westfalen.
Seit dem 1. März 2024 ist er Professor für Theorien und Methoden Sozialer Arbeit an der Hochschule Bremerhaven. Er lehrt und forscht zur Geschichte Sozialer Arbeit, insbesondere der Kinder- und Jugendhilfe, Theorien Sozialer Arbeit, Organisationspädagogik, Organisationen, Kinderschutz, Jugendamt und Systemischer Beratung.

## Schriften (Auswahl)
- mit Christian Spatscheck, Heiko Kleve, Wolfgang Hinte u. a.: Der kostensparende Sozialraum? Berufs- und fachpolitische Relexionen des Sozialraumansatzes Schibri Berlin, 2010
- Kindeswohlschutz organisieren. Jugendämter auf dem Weg zu zuverlässigen Organisationen. Beltz Juventa, Weinheim/München 2012
- mit Jochem Kotthaus: Praxisbuch Kinderschutz. Professionelle Herausforderungen bewältigen. Beltz Juventa, Weinheim/München 2023 (1. Auflage: 2018)